# Christian Blum
Christian Blum (Neubrandenburg, 10 marzo 1987) è un velocista tedesco.
I suoi personali sono:
- 60 m indoor: 6"59 1 NC	Lipsia 17 febbraio 2007
- 100 m piani: 10"26 1.1 1h2 Weinheim 26 maggio 2007
- 200 m piani: 20"85 0.0 1r4 Ratisbona 9 giugno 2007

È arrivato terzo in Coppa Europa sui 100 m piani nel 2007 (anche con la staffetta). Ha vinto l'oro agli Europei juniores 2005.

## Palmarès
| Anno | Manifestazione    | Sede       | Evento      | Risultato  | Prestazione | Note |
| ---- | ----------------- | ---------- | ----------- | ---------- | ----------- | ---- |
| 2005 | Europei juniores  | Kaunas     | 100 m piani | Semifinale | 10"93       |      |
| 2005 | Europei juniores  | Kaunas     | 4×100 m     | Oro        | 39"90       |      |
| 2006 | Mondiali juniores | Pechino    | 100 m piani | Semifinale | 10"59       |      |
| 2006 | Mondiali juniores | Pechino    | 4×100 m     | Finale     | dnf         |      |
| 2007 | Europei indoor    | Birmingham | 60 m piani  | Semifinale | 6"66        |      |
| 2007 | Europei under 23  | Debrecen   | 100 m piani | 7º         | 10"48       |      |
| 2007 | Europei under 23  | Debrecen   | 200 m piani | Batteria   | dnf         |      |
| 2007 | Europei under 23  | Debrecen   | 4×100 m     | Finale     | dnf         |      |
| 2009 | Europei under 23  | Kaunas     | 4×100 m     | 7º         | 40"06       |      |
| 2010 | Europei           | Barcellona | 100 m piani | Semifinale | 10"69       |      |
| 2011 | Europei indoor    | Parigi     | 60 m piani  | Batteria   | 6"80        |      |
| 2012 | Mondiali indoor   | Istanbul   | 60 m piani  | Semifinale | 6"79        |      |
| 2015 | Europei indoor    | Praga      | 60 m piani  | Argento    | 6"58        |      |

## Altre competizioni internazionali
2014
- Campionati europei a squadre di atletica leggera ( Braunschweig)